# Diagrapta
Diagrapta là một chi bướm đêm thuộc họ Erebidae.